# Маниковский, Алексей Алексеевич
Алексе́й Алексе́евич Манико́вский (13 [25] марта 1865 — 28 октября 1920, Туркестан) — генерал от артиллерии (1916 год). Временно управляющий военным министерством Временного правительства (1917). Начальник Артиллерийского управления и Управления снабжения Рабоче-крестьянской красной армии (РККА).

## Образование
Общее образование получил в Тифлисском кадетском корпусе (1883). Михайловское артиллерийское училище (1886), Михайловская артиллерийская академия (1891), Офицерская артиллерийская школа (1898).

## Артиллерийский офицер
После окончания академии два года служил на Ижевском оружейном заводе.
- 11 августа 1886 года выпущен из Михайловского артиллерийского училища подпоручиком в 38-ю артиллерийскую бригаду Кавказского военного округа.
- С 23 ноября 1888 года поручик.
- С 14 июня 1891 года штабс-капитан.
- С 28 июля 1896 года капитан 38-й артиллерийской бригады Варшавского военного округа.
- С 28 августа 1900 года — подполковник, заведующий практической частью Усть-Двинской крепостной артиллерии.
- С 4 апреля 1901 года — заведующий практической частью Либавской крепостной артиллерии; одновременно с 7 июля 1904 заведовал обучающимися в крепостном отделе Офицерской артиллерийской школы.
- 28 августа 1903 года произведён в полковники[1].
- Участник русско-японской войны. С 2 ноября 1904 года — штаб-офицер для делопроизводства и поручений управления инспектора артиллерии 2-й Маньчжурской армии.
- С 9 февраля 1906 года — командир Усть-Двинской крепостной артиллерии.
- С 25 сентября 1906 (или с 1911 года) — командир Кронштадтской крепостной артиллерии.
- 27 марта 1907 года произведён в генерал-майоры[2].
- На 1 января 1909 года начальник артиллерии Кронштадтской крепости[3].
- В 1913 году был произведён в генерал-лейтенанты.
- С 23 марта 1914 года — комендант Кронштадтской крепости и главный руководитель оборонительных работ в Кронштадте.

Специалист в области береговой артиллерии, автор ряда трудов по теории и практике её стрельбы.

## Начальник ГАУ
В первой половине 1915 года деятельность Главного артиллерийского управления (ГАУ) была подвергнута резкой критике за неспособность восполнить нехватку снарядов (так называемый «снарядный голод»), которая угрожала боеспособности русской армии. В этой кризисной ситуации 24 мая (6 июня) 1915 генерал Маниковский был назначен начальником ГАУ.

Заменён же был Сухомлинов либеральным Поливановым и честным Шуваевым, а Сергей, хотя и великий князь, — таким славным русским человеком, как Маниковский.— Игнатьев А. А. Пятьдесят лет в строю. Книга IV, глава 12. — М.: Воениздат, 1986. — С. 626. — ISBN 5-203-00055-7.
Проявил себя энергичным руководителем, смог наладить производство боеприпасов и к 1917 году полностью удовлетворить нужды фронта. При нём расширялись как существующие военные производства — оружейные, артиллерийские, снарядные, пороховые — так и развернулось строительство новых заводов. С фронта были отозваны квалифицированные специалисты в области артиллерии, которые включились в работу под руководством Маниковского. Деятельность ГАУ способствовала тому, что в 1917 году русское военное командование смогло запланировать масштабное наступление, которое не состоялось из-за начавшегося после Февральской революции развала армии.

Один из сотрудников Маниковского, выдающийся оружейник В. Г. Фёдоров вспоминал: 

Маниковский обладал всеми — буквально всеми — качествами для идеального начальника, колоссальной кипучей энергией и исключительными способностями. Он брал все решения на одного себя, с маху разрубал все встречавшиеся препятствия своими быстрыми и энергичными приказами… Далёкое предвидение, способность быстро разбираться во всяком запутанном деле, смелость в решениях и привлечение к себе всех сотрудников сердечностью и прямотой своего к ним отношения — были основными качествами этого выдающегося человека. Его любимыми словами было изречение: «Промедление смерти подобно!» Вообще, он говорил мало, хотя и был выдающимся оратором — его выступления отличались необыкновенным энтузиазмом и горячим призывом к присутствующим.
Считал, что приоритет при распределении военных заказов должен отдаваться казённым заводам; резко критиковал завышение цен и плохое качество продукции частных производителей, ориентированных на сверхприбыли. В связи с этим промышленники настаивали на отставке Маниковского и почти добились своей цели. В марте 1916 года военный министр дал согласие на перевод генерала обратно на должность коменданта Кронштадтской крепости (после этого Маниковский попросил отправить его в действующую армию). Однако возможность срыва снабжения армии боеприпасами в случае ухода компетентного начальника ГАУ заставила военное руководство оставить Маниковского на его посту.
После этого конфликты с промышленниками продолжились — генерал настаивал на обязательности выполнения частной промышленностью государственных заказов. Он предложил создать на всех частных заводах «ячейки военных производств», находящиеся под контролем ГАУ. По мнению Маниковского, сильные государственные предприятия должны господствовать в промышленности в период войны, а в мирное время — служить регулятором цен и авангардом технического прогресса. При этом Маниковский допускал и активное развитие частного предпринимательства, но в общих рамках государственно-монополистического капитализма.

## Деятельность в 1917
Был близок к части думской оппозиции, один из лидеров которой, Н. В. Некрасов, во время Февральской революции прочил Маниковского на роль военного диктатора. С 6 марта 1917 — помощник военного министра. Временно управлял военным министерством после отставки А. И. Гучкова (конец апреля — начало мая 1917) и после отбытия в отпуск — фактической отставки — А. И. Верховского (октябрь 1917). 25 октября 1917 был арестован в Зимнем дворце вместе с министрами Временного правительства. В конце октября освобождён и принял на себя техническое руководство военным ведомством при большевистской власти. Пытался сохранить остатки боеспособности армии, выступил против выборности командиров, в связи с чем обвинён в нелояльности и 20 ноября 1917 вновь арестован (вместе с начальником Генерального штаба В. В. Марушевским). Через 10 дней освобождён.

## Служба в Красной армии
Служил в РККА, в 1918—1919 — начальник Артиллерийского управления, начальник Центрального управления снабжения РККА (1.06 — 14.08.1918). Был постоянным членом Артиллерийского комитета. Во многом именно ему большевики были обязаны созданием своей артиллерии и организацией системы снабжения армии боеприпасами.
В октябре 1920 был направлен в командировку в Ташкент в качестве начальника отдела военной промышленности в Туркестане; направляясь туда, погиб при крушении поезда. 7 ноября 1920 года похоронен в Петрограде.
После гибели генерала Маниковского был опубликован написанный им капитальный исторический труд «Боевое снабжение русской армии в Мировую войну».

## Произведения
- Маниковский А. А. Боевое снабжение русской армии в мировую войну. — М.: Гос. воен. изд-во, 1937. — 707 с.

## Награды
- орден Св. Анны 2-й ст. с мечами (1905)
- орден Св. Владимира 4-й ст. с мечами и бантом (1905)
- орден Св. Владимира 3-й ст. с мечами (1906)
- Золотое оружие (ВП 29.06.1906)
- орден Св. Станислава 1-й ст. (1910)
- орден Св. Анны 1-й ст. (1913)
- орден Св. Владимира 2-й ст. (ВП 18.02.1915)
- орден Белого Орла (ВП 10.04.1916).